# Jonathan Lobert
Ne doit pas être confondu avec Jonathan Lambert.
Pour les articles homonymes, voir Lobert.
Jonathan Lobert, né le 30 avril 1985 à Metz (Moselle), est un navigateur français médaillé olympique, spécialisé dans la classe Finn de voile. Il s'est distingué sur la scène internationale à plusieurs reprises, avec notamment une médaille de bronze aux Jeux olympiques de Londres en 2012, ainsi que des titres de vice-champion du monde en 2015 et 2017 lors de la Finn Gold Cup. Membre de l'équipe de France de voile Espoir puis Élite, sa carrière est marquée par une participation régulière aux compétitions de haut niveau.
Au terme de sa carrière sportive, Jonathan Lobert a initié une transition académique et professionnelle au sein de l'Emlyon Business School afin de devenir conférencier et consultant sportif.
En parallèle de ses activités professionnelles, Jonathan Lobert s'investit dans le bénévolat, notamment en tant que membre de la Commission des Athlètes de Haut Niveau au Comité National Olympique et Sportif Français (CNOSF) et de Surfrider Blue au sein de Surfrider Foundation Europe.

## Enfance et débuts
Né dans une famille éloignée des rivages maritimes, Jonathan Lobert a découvert la voile sur les eaux de la Saône à Mâcon. Dès l'âge de sept ans, Jonathan a été initié à la navigation sur un Optimist, son premier bateau. Cette expérience précoce a posé les fondations de sa carrière future en voile.
Jonathan a exploré diverses disciplines sportives au fil des villes dans lesquelles il a grandi, avant de se consacrer plus particulièrement à la voile. Sa participation au championnat du monde d'Optimist en Martinique en 1999, où il a terminé 21e, a été un jalon important de ses débuts en compétition. Cet événement a marqué le début de son rêve olympique, inspiré par les exploits de navigateurs tels que Ben Ainslie lors des Jeux olympiques de Sydney en 2000.

## Carrière sportive

### Débuts professionnels et équipes de France
Au cours de sa carrière professionnelle, Jonathan a navigué sur différents supports, notamment le Moth Europe, le Laser, et enfin le Finn, ce dernier devenant son bateau de prédilection. Rochelais d’adoption, « John » s’est converti au Finn en 2007. Cette transition vers le Finn a marqué le début d'une période fructueuse de sa carrière, lui permettant de concrétiser ses ambitions sportives à un niveau supérieur. Membre de l'équipe de France Espoir à partir de 2004, il intègre l'équipe de France Elite à partir de 2010.

### Participations Olympiques

#### Jeux olympiques de Pékin 2008
Jonathan Lobert a entamé son parcours olympique en tant que remplaçant pour les Jeux de Pékin en 2008, une expérience qui, bien que n'ayant pas abouti à une participation directe, a renforcé sa détermination.

#### Jeux olympiques de Londres 2012
En 2012, lors des Jeux olympiques de Londres, Jonathan a concouru dans la catégorie Finn, où il a remporté la médaille de bronze . Il partage le podium avec le britannique Ben Ainslie en or et le danois Jonas Hoegh-Christensen en argent. Cette performance a été un point culminant de sa carrière.

#### Jeux olympiques de Rio 2016
Lors de la préparation des Jeux de Rio 2016, il réalise plusieurs performances remarquables, notamment lors du Test Event où il finit 4ème. Il est également vice-champion du monde en 2015 lors de la Finn Gold Cup à Takapuna en Nouvelle-Zélande.
Il finira 14ème aux Jeux olympiques de Rio en catégorie Finn Hommes.

### Fin de carrière sportive
À la suite d’une opération du genou en février 2017, Jonathan fait un bon retour dans les mois qui suivent, étant champion d'Europe à Marseille, puis à nouveau vice-champion du monde lors de la Finn Gold Cup à Balatonföldvár en Hongrie, finissant à 1 point seulement de la première place.
La fin de la carrière de Jonathan Lobert s'est amorcée avec les préparatifs pour les Jeux de Tokyo 2020. Malgré une préparation rigoureuse et son récent palmarès, il n'a pas été sélectionné pour représenter la France, marquant ainsi la fin de son parcours olympique.

## Reconversion et autres activités

### Formation et reconversion professionnelle
Ayant initialement obtenu un Master en génie civil, Jonathan a choisi de reprendre ses études à la fin de sa carrière sportive.
C’est à l'EM-Lyon Business School qu’il a suivi une formation en prise de parole en public avant d'obtenir un Executive Master en Management Général. Cette formation a été complétée par l'acquisition d'un Certificat en Coaching d'équipe de l'Université Paris-Dauphine.

### Entrepreneuriat
Parallèlement à sa formation académique, Jonathan Lobert s'est lancé dans l'entrepreneuriat, mettant à profit son expérience et ses connaissances acquises au cours de sa carrière Olympique.
En tant que conférencier, il intervient sur des thématiques comme la prise de décision, la résilience, la motivation, la gestion des émotions, le ressenti ou encore le feedback. L’importance de la collaboration et du travail d’équipe sont les thèmes phares qu’il aborde au sein de sa conférence principale “Partager, c’est gagner !”.

### Consultant sportif
Jonathan Lobert sera pour la première fois commentateur des épreuves de voile olympique sur les antennes de France Télévisions pour les Jeux olympiques de Paris 2024. Le groupe lui reconnaît des qualités pédagogiques de vulgarisateur sur certaines spécificités de ces épreuves, comme l'explication du plan d'eau de Marseille.

### Engagement bénévole
Jonathan Lobert a choisi de s'engager dans des activités bénévoles. En tant que membre de la Commission des Athlètes de Haut Niveau (CAHN) au sein du Comité National Olympique et Sportif Français (CNOSF), il œuvre à l'amélioration des conditions et au soutien des Athlètes dans leur parcours sportif et personnel.
Son engagement s'étend à la protection de l'environnement, en tant que membre de Surfrider Blue au sein de Surfrider Foundation Europe. Cette initiative souligne son intérêt pour la préservation des océans et des littoraux, héritage certain de sa carrière en voile.

## Vie privée
Jonathan Lobert est devenu père en 2014 et s'est marié en 2021.

## Distinction
- Chevalier de l'ordre national du Mérite en 2013[14]